# Mynes halli
Mynes halli är en fjärilsart som beskrevs av James John Joicey och Talbot 1922. Mynes halli ingår i släktet Mynes och familjen praktfjärilar. Inga underarter finns listade i Catalogue of Life.